# Lord of the Elves – Das Zeitalter der Halblinge
Lord of the Elves – Das Zeitalter der Halblinge (Originaltitel: Clash of the Empires) ist ein US-amerikanischer Fantasy-Abenteuerfilm aus dem Jahr 2012, der von The Asylum produziert wurde. Regie führte Joseph J. Lawson, das Drehbuch schrieb Eric Forsberg.
Der ursprüngliche Originaltitel sollte Age of the Hobbits lauten und in der Tradition der Mockbuster des Studios The Asylum möglichst im Umfeld von Der Hobbit: Eine unerwartete Reise vermarktet werden. Infolgedessen kam es zum Rechtsstreit mit Warner Bros., New Line Cinema, MGM und damit einer Verzögerung bei der Veröffentlichung.

## Handlung
Das friedliche Volk der kleinwüchsigen Waldmenschen („Halblinge“ genannt) wird von wilden Steinmännern überfallen und diese verschleppen mehrere Bewohner. Der Vater Tak Tek geht mit seinen Kindern Goben und Omi auf die Suche, da seine verschleppte Frau leuchtende Steine verteilt hat. Sie zeigen zu einem großen Berg, wo die Steinmänner die Halblinge opfern wollen. Die Waldmenschen durchqueren das Gebiet der Menschen („Riesen“ genannt) und überstehen diverse Gefahren. Da Tak Tek dem Menschen Amthar das Leben rettet, hilft ihm dieser bei der Eroberung des Berges, obwohl sein eigener Häuptling dies als Aggression sieht. Auch die Kriegerin Laylan schließt sich dem Zug an. Es kommt schließlich zu einer Schlacht mit den Steinmännern, die aufgrund der zahlenmäßigen Unterlegenheit der Waldmenschen nicht gewonnen werden kann. Jedoch kommen weitere Menschen zur Hilfe, und das Gebiet kann von der Aggression der Steinmänner befreit werden. In seinen letzten Atemzügen ernennt der sterbende Häuptling Amthar zu seinem Nachfolger.

## Kritik
Das Lexikon des internationalen Films bemerkte schlechte Spezialeffekte und sprach von „[s]chlecht angezogene[n] ‚Schauspieler[n]‘“.
Am 8. Dezember 2017 wurde der Film im Rahmen der Tele-5-Reihe Die schlechtesten Filme aller Zeiten gezeigt.